# Горобине насіння тонкоцвіте
Горобине насіння тонкоцвіте (Buglossoides tenuiflora) — вид квіткових рослин родини шорстколистих (Boraginaceae).

## Біоморфологічна характеристика
Це однорічна рослина 5–15(20) см заввишки. Стебло просте або сильно розгалужене біля основи і вище середини, 10–18 см, прямовисне. Листки всі стеблові, 6–15 × 1.5–5 мм, від вузько-еліптичних до лінійних, тупі, сидячі. Суцвіття щільне. Віночок блідо-синій чи фіолетово-синій, його трубка вузька, довша відгину. Чашечка при плодах стисла, охоплює плід. Горішки дрібно-горбисті, з добре помітними бічними виростами, горбаті.

## Поширення
Північна Африка, південь Європи, західна та центральна Азія.
В Україні вид зростає у степах і на кам'янистих схилах — на ПБК, рідко (ок. Ялти).